# 32-es busz (Győr)
A győri 32-es jelzésű autóbusz az Autóbusz-állomás és a Ménfőcsanak, Hegyalja utca, Újkút utca megállóhelyek között közlekedik. A vonalat a Volánbusz üzemelteti.

## Közlekedése
A vonalat a 7014, 7034 Győr - Győrújbarát-hegy viszonylatú regionális autóbuszjáratok szolgálják ki.

## Útvonala
| Ménfőcsanak, Hegyalja utca, Újkút utca felé | Autóbusz-állomás felé |
| --- | --- |
| Autóbusz-állomás – Eszperantó út – Tihanyi Árpád út – Vasvári Pál utca – Szent Imre út – – – Királyszék út – Győri út – Hegyalja utca – Ménfőcsanak, Hegyalja utca, Újkút utca | Ménfőcsanak, Hegyalja utca, Újkút utca – Hegyalja utca – Győri út – Királyszék út – – – Szent Imre út – Vasvári Pál utca – Tihanyi Árpád út – Eszperantó út – Zrínyi utca – Hunyadi utca – Autóbusz-állomás |

## Megállóhelyei
Az átszállási kapcsolatok között a 34-es, 36-os és 37-es buszok nincsenek feltüntetve.
| 0  | Autóbusz-állomás végállomás                        | 26 | 1, 1A, 2, 2B, 27 Távolsági járatok S10 G10 , IC, InterRégió, EC, EN, ER, gyorsvonat, expresszvonat, | Győr Helyközi autóbusz-állomás |
| ∫  | Nádor aluljáró                                     | 23 | 19, 19A                                                                                             | Vám- és Pénzügyőrség Regionális Ellenőrzési Központ                                                                                            |
| 3  | Malom liget                                        | ∫  | 9, 9A, 11, 11Y, 19, 19A, 27                                                                         | Malom liget |
| 6  | Tihanyi Árpád út, kórház                           | 20 | 2, 2B, 11, 11Y, 14, 14B, 25, 38, 38A                                                                | Petz Aladár Megyei Oktató Kórház, Erzsébet Ligeti Óvoda Vuk Tagóvodája                                                                         |
| ∫  | Vasvári Pál utca, kórház, főbejárat                | 17 | 6, 11, 11Y, 14, 14B, 23, 23A, 24, 25, 26, 28                                                        | Petz Aladár Megyei Oktató Kórház, Győr Pláza                                                                                                   |
| 9  | Nádorvárosi köztemető                              | 15 | 14B, 20Y                                                                                            | Nádorvárosi köztemető |
| 11 | 83-as út, Szentlélek templom                       | 13 | 20Y                                                                                                 | Nádorvárosi köztemető, Szentlélek templom, Győri Műszaki Szakképzési Centrum Pattantyús-Ábrahám Géza Ipari Szakgimnáziuma és Szakközépiskolája |
| 13 | Győrújbaráti elágazás (Korábban: Pápai úti vámház) | 11 | 1, 20Y, 21, 21B, 22, 22B, 22Y                                                                       | MÖBELIX, ALDI, Family Center |
| 14 | 83-as út, TESCO áruház                             | 10 | 1, 20Y, 21, 21B, 22, 22B, 22Y                                                                       | TESCO Hipermarket, Family Center, XXXLutz, ALDI                                                                                                |
| 16 | Ménfőcsanak, Királyszék út                         | 8  | 1, 20Y, 21, 21B, 22, 22B, 22Y                                                                       | Ménfőcsanak felső |
| 18 | Ménfőcsanak, malom                                 | 6  | 21, 21B, 22, 22B, 22Y                                                                               | |
| 20 | Ménfőcsanak, orvosi rendelő                        | 4  | | Orvosi rendelő |
| 21 | Csanaki utca                                       | 2  | | Szent Kereszt-templom, Csanaki temető |
| 23 | Ménfőcsanak, Hegyalja utca, Újkút utca             | 0  | | |